# Jacob Sørensen
 Der er flere personer med dette navn, se Jacob Sørensen (fodboldspiller).
Jacob Sørensen (23. januar 1915 i Ravnsbjerg – 27. december 1990) var en dansk politiker og minister fra Venstre.
Jacob Sørensen var uddannet landmand og gårdejer fra Ravnsbjerg ved Esbjerg. Han var i to årtier medlem af det lokale sogneråd, og efter kommunalreformen i 1970 sad han yderligere et par år i Esbjerg byråd. Derefter gik han ind i amtsrådspolitik og sad i Ribe Amtsråd i flere omgange fra 1970 og frem. Han havde ligeledes siddet i Folketinget 1960-66.
Han blev også formand for Amtsrådsforeningen i 1972-73, så det var en kommunalpolitisk erfaren herre, Poul Hartling i 19. december 1973 udnænvte til indenrigs- og socialminister. Regeringen havde imidlertid mindretal og holdt følgelig ikke så længe, og Jacob Sørensen måtte forlade sine poster allerede 29. januar 1975.
Jacob Sørensens vigtigste fodaftryk var gennemførelsen af bistandsloven, men ellers nåede han ikke at sætte sig større spor på posterne. I indenrigsministeriet fik han primært gennemført lovgivning, der var igangsat i forgængeren, Egon C.L. Jensens tid, f.eks. ændring af sygehusloven.
I Guldager Kirkeby (Esbjerg) har Jacob Sørensen fået en vej opkaldt efter sig. Jacob Sørensens Vej, som er en nyudstykning fra 2003.